# فريتز كراوس
فريتز كراوس (بالألمانية: Fritz Krauss) هو ملاح ألماني، ولد في 20 مارس 1898 في خور في سويسرا، وتوفي في 13 يوليو 1978 في غروسهانسدورف في ألمانيا.